# Allium chodsha-bakirganicum
Allium chodsha-bakirganicum — вид трав'янистих рослин родини амарилісові (Amaryllidaceae), ендемік Киргизстану.

## Поширення
Ендемік Киргизстану.